# Felice Fontana
Felice Fontana (Pomarolo, 15 aprile 1730 – Firenze, 10 marzo 1805) è stato un fisico, anatomista e biologo italiano.

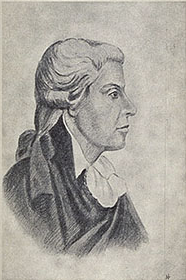
Ritratto di Felice Fontana

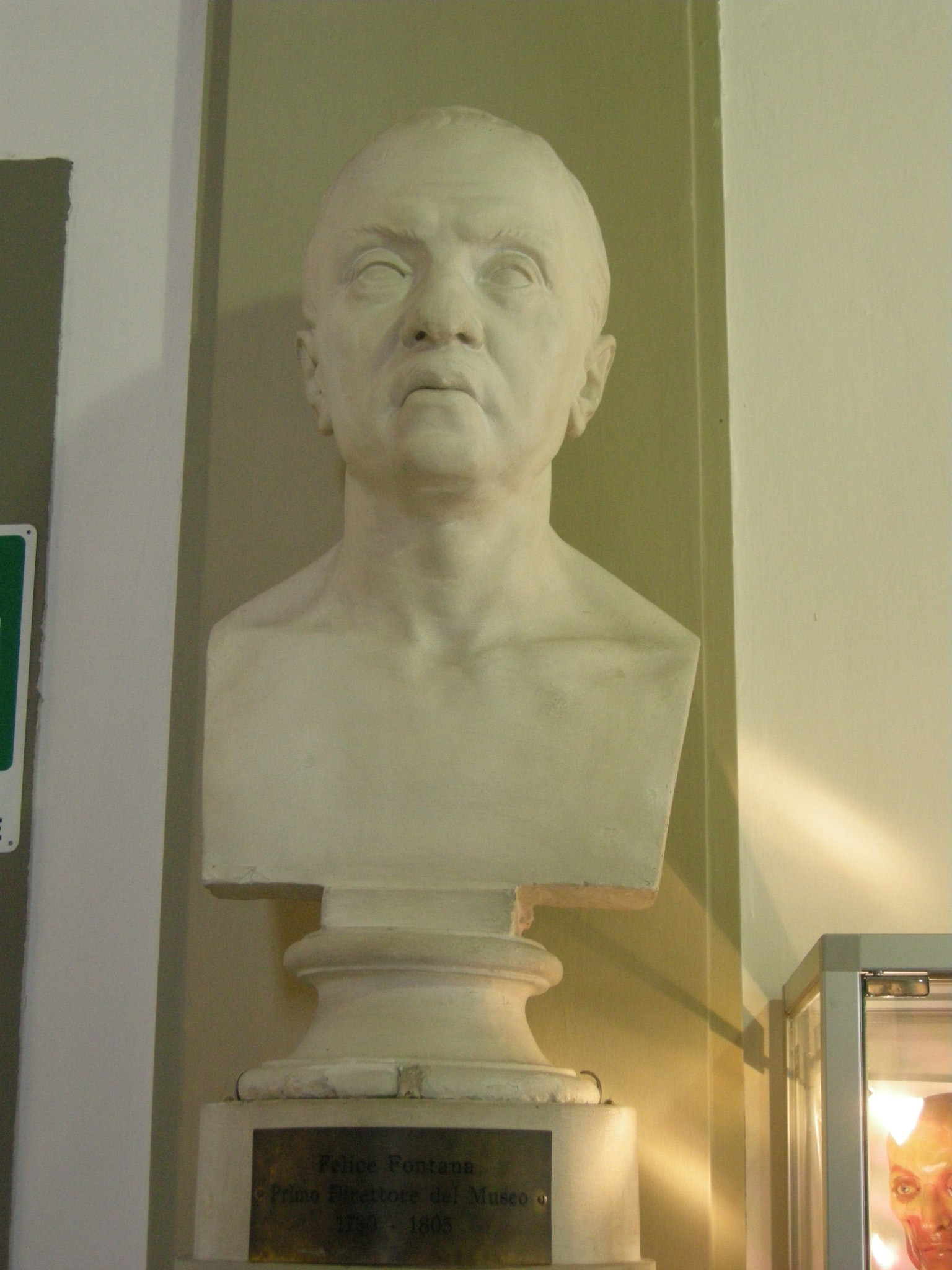
Busto di Fontana alla Specola di Firenze

È stato inoltre un illustre tossicologo e studioso dell'occhio umano.

## Biografia
Nato nel 1730 a Pomarolo, in Trentino, era fratello del matematico Gregorio Fontana.

### Studi e insegnamento
Perfezionò i propri studi di scienze filosofiche, fisiche e anatomiche in varie città italiane. Fontana studiò anatomia e fisiologia all'Università di Padova. Nel 1765 fu nominato professore di logica a Pisa; l'anno successivo fu chiamato dal granduca di Toscana Pietro Leopoldo di Lorena a Firenze e nominato fisico di corte.
Contribuì in modo determinante alla realizzazione del Reale Museo di fisica e storia naturale, che diresse fino al 1805. Il museo fu inaugurato presso Palazzo Torrigiani a Firenze nel 1775. È in questo periodo che Fontana si interessò di veleni e si dedicò allo studio dei movimenti oculari.

### Viaggi
Dal 1775 al 1780 Fontana fece molti viaggi in Europa. Nel 1775 pubblicò un trattato, Ricerche fisiche sopra l'aria fissa, sul diossido di carbonio (in opposizione, tra gli altri, alle teorie di Torbern Bergman) e nel 1779-1780 condusse importanti ricerche sul curaro.
Nel 1779 pubblicò presso The London Royal Society due trattati di chimica: Experiments and observations on the inflammable air breathed by various animals e Account of the airs extracted from different kinds of water.
Nel 1783 pubblicò Principi generali della solidità e della fluidità dé corpi, in cui sostenne che la materia era soggetta a due forze newtoniane, una attraente ed una espansiva.
Collaborò con famosi ceroplasti alla preparazione delle cere anatomiche nell'Officina ceroplastica fiorentina istituita presso il Reale Museo di fisica e storia naturale, del quale era direttore. Gli interessi scientifici di Felice Fontana spaziarono in molti campi della scienza: dalla biologia all'anatomia, dalla fisiologia alla chimica.
Massone, fu membro della prestigiosa Loggia Les Neufs Soeurs (Le Nove Sorelle, cioè le nove muse) di Parigi, appartenente al Grande Oriente di Francia, nella quale fu iniziato Voltaire e che ebbe Benjamin Franklin come Maestro venerabile.

## Opere
- Dei moti dell'iride (Lucca, 1765)

Frontespizio di Dei moti dell'iride (Lucca, 1765)

- Nuove osservazioni sopra i globetti rossi del sangue (1766)
- De irritabilitatis legibus... (1767)
- Ricerche fisiche sopra il veleno della vipera (Lucca, 1767)
- Descrizione ed uso di alcuni stromenti per misurare la salubrità dell'aria (Firenze, 1775)
- Ricerche fisiche sopra l'aria fissa (Firenze, 1775)
- (LA) Ricerche filosofiche sopra la fisica animale, Firenze, Gaetano Cambiagi, 1775.
- Recherches physiques sur la nature de l'air nitreux et de l'air déphlogistiqué (Paris, 1776)
- Opuscoli scientifici (Firenze, 1783)
- Trattato del veleno della vipera de' veleni americani, vol. 1, Napoli, Nuova Società Letteraria e Tipografica, 1787.
- Trattato del veleno della vipera de' veleni americani, vol. 2, Napoli, Nuova Società Letteraria e Tipografica, 1787.
- Trattato del veleno della vipera de' veleni americani, vol. 3, Napoli, Nuova Società Letteraria e Tipografica, 1787.
- Trattato del veleno della vipera de' veleni americani, vol. 4, Napoli, Nuova Società Letteraria e Tipografica, 1787.